# سيالكوت
سيال كوت (بالأردية والبنجابية والسرائيكية: سيال كوٹ) (بالانجليزية: Siyal Kot) هي مدينة في البنجاب، باكستان. مكونة من كلمتين (سيال كوت) وهي ثالث أكبر مدينة في باكستان من حيث عدد السكان وتقع في شمال شرق البنجاب - واحدة من أكبر المناطق الصناعية في باكستان. إلى جانب المدن المجاورة مثل جوجرانوالا وكجرات، تشكل سيال كوت جزءًا مما يسمى «المثلث الذهبي» للمدن الصناعية ذات الاقتصادات الموجهة للتصدير. من خلال الصادرات، تحصل الصناعات التي تتخذ من سيال كوت مقراً لها على عملات أجنبية تزيد عن 2.5 مليار دولار سنويًا لتعزيز الخزانة الوطنية.
يُعتقد أن سيال كوت هي موقع ساجالا القديمة، وهي مدينة دمرها الإسكندر الأكبر في 326 قبل الميلاد، ثم تم اتخاذها عاصمة للمملكة الهندية اليونانية على يد ميناندر الأول في القرن الثاني قبل الميلاد - وهي الفترة التي ازدهرت خلالها المدينة بشكل كبير حيث أصبحت مركزًا رئيسيًا للتجارة والفكر البوذي. استمرت سيال كوت في كونها مركزًا سياسيًا رئيسيًا، حتى طغت عليها لاهور في مطلع الألفية الأولى. عادت المدينة إلى الصدارة مرة أخرى خلال العصر البريطاني، وهي الآن واحدة من أهم المراكز الصناعية في باكستان.
سيال كوت غنية مقارنة بالمدن الأخرى في جنوب آسيا، حيث يقدر دخل الفرد لعام 2014 بنحو 2800 دولار (اسمي). تمت الإشارة إلى المدينة من قبل ذي إيكونوميست لروحها الريادية والمناخ الإنتاجي في مجال الأعمال الذي جعل من سيال كوت مثالاً لمدينة باكستانية صغيرة ظهرت كـ «مركز تصنيع على مستوى عالمي». المدينة التي تعتبر صغيرة نسبياً صدرت ما قيمته ملياري دولار من البضائع في عام 2015، أو حوالي 10٪ من إجمالي صادرات باكستان. سيال كوت هي أيضًا موطن لمطار سيال كوت الدولي - أول مطار عام مملوك للقطاع الخاص في باكستان.

## تاريخ

### التاريخ القديم

#### التأسيس
أدى الغموض الذي يكتنف تاريخ سيال كوت القديم إلى نشر العديد من الخرافات والأساطير لشرح أصول المدينة. ينص أحد التقاليد على أن المدينة تأسست كعاصمة لمملكة مادرا من قبل الملك شاليا - الذي خدم كجنرال في حرب كوروكشيترا المركزية في ماهابهاراتا.

#### الإغريق
يرجع تاريخ أول سجل لسيال كوت إلى غزو الإسكندر الأكبر، الذي احتل البنجاب الأعلى عام 326 قبل الميلاد. سجل كتاب أناباسيس الإسكندر، الذي كتبه المؤرخ الروماني اليوناني أريانوس، أن الإسكندر استولى على سيال كوت القديمة، المسجلة باسم ساجالا، من الكاثائيين، الذين تحصنوا هناك. كانت المدينة موطنًا لـ 80,000 ساكن عشية غزو الإسكندر، ولكن تم هدمها كتحذير ضد أي مدن قريبة أخرى قد تقاوم غزوه.

#### مملكة الهند الإغريقية
أعيد بناء المدينة القديمة وجعلها عاصمة من قبل الملك الهندي اليوناني ميناندر الأول، من سلالة يوثيديموس، الذي حكم بين 135 و 160 قبل الميلاد. تمت إعادة بناء المدينة في موقع يبعد قليلاً عن موقع المدينة القديمة، حيث اعتُبر بناء المدينة في نفس المكان بالضبط أمرًا مشؤومًا.
تحت حكم ميناندر، ازدهرت المدينة بشكل كبير كمركز تجاري رئيسي واشتهرت بالحرير. اعتنق ميناندر البوذية، في عملية مسجلة في النص البوذي ميليندا بانها. يقدم النص وصفًا مبكرًا لمنظر المدينة ووضعها كمركز تجاري مزدهر به العديد من المساحات الخضراء. بعد تحوله إلى البوذية، تطورت سيال كوت لتصبح مركزاً رئيسياً للفكر البوذي.
سجل بطليموس مدينة سيال كوت القديمة في عمله في القرن الأول الميلادي، الجغرافيا، حيث يشير إلى المدينة باسم يوثيميديا (Εύθυμέδεια).

#### الهياطلة
حوالي عام 460 م، غزا الهياطلة، المعروفون أيضًا باسم الهون البيض، المنطقة قادمين من آسيا الوسطى، مما أجبر العائلة الحاكمة في تاكسيلا المجاورة على البحث عن ملجأ في سيال كوت. سرعان ما تم الاستيلاء على سيال كوت نفسها، وأصبحت المدينة عاصمة لإمبراطورية الهياطلة حوالي عام 515، في عهد تورامانا. في عهد ابنه ميهراكولا، بلغت إمبراطورية الهياطلة أوجها. هُزم الهياطلة في 528 من قبل تحالف الأمراء بقيادة الأمير ياسودهارا.

#### العصور القديمة المتأخرة
تمت زيارة المدينة من قبل الرحالة الصيني تشيونتسانغ في عام 633، الذي سجل اسم المدينة باسم شي-كي-لو. أفاد تشيونتسانغ بأن المدينة قد أعيد بناؤها على بعد حوالي 15 ميل صيني، أو 2.5 ميل، من المدينة التي دمرها الإسكندر الأكبر. خلال هذا الوقت، كانت سيال كوت بمثابة النواة السياسية لمنطقة البنجاب. ثم تم غزو المدينة عام 643 من قبل أمراء راجبوت من جامو، الذين سيطروا على المدينة حتى الغزوات الإسلامية خلال حقبة القرون الوسطى.

### العصور الوسطى
في حوالي عام 1000، بدأت أهمية سيال كوت في التدهور مع ازدياد شهرة مدينة لاهور المجاورة. بعد سقوط لاهور في يد الإمبراطورية الغزنوية في أوائل القرن الحادي عشر، تم نقل عاصمة إمبراطورية شاهي الهندوسية من لاهور إلى سيال كوت. شجع التوسع الغزنوي في شمال البنجاب قبائل خوخار المحلية على التوقف عن دفع الجزية لراجاس جامو.
أصبحت سيال كوت جزءًا من سلطنة دلهي في العصور الوسطى بعد أن غزا محمد الغوري البنجاب عام 1185. لم يتمكن غوري من احتلال مدينة لاهور الأكبر، لكنه اعتبر مدينة سيال كوت مهمة بما يكفي لتبرير وجود حامية. كما قام أيضًا بإصلاح قلعة سيال كوت على نطاق واسع في وقت قريب من غزوه البنجاب، وترك المنطقة في مسئولية حسين خورمالي بينما عاد هو إلى غزنة. سرعان ما حاصر رجال قبائل خوخار سيال كوت، وخسرو مالك، آخر سلطان غزنوي، على الرغم من هزيمته أثناء عودة غوري إلى البنجاب عام 1186.

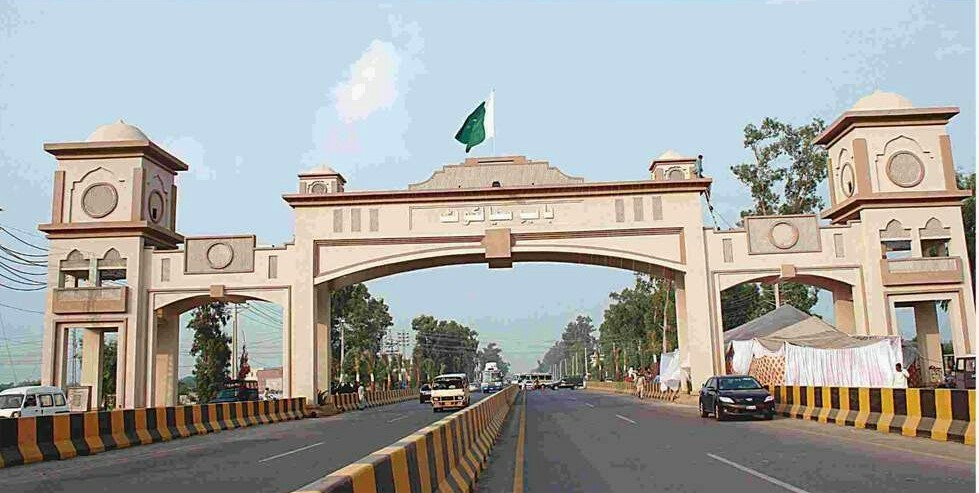
باب مدينة سيال كوت

في القرن الثالث عشر الميلادي، كانت سيال كوت المنطقة الوحيدة في غرب البنجاب التي كانت تحكمها سلطنة المماليك في دلهي. استولى الأمير الغوري يلدز على المنطقة، لكن السلطان التتمش استعاد السيطرة عليها عام 1217. حوالي عام 1223، استولى جلال الدين منكبرتي، آخر ملوك سلالة خوارزم في آسيا الوسطى الذين فروا من غزو جنكيز خان هناك، لفترة وجيزة على سيال كوت ولاهور، قبل أن تطردهم قوات التتمش نحو أوش شريف. خلال القرن الثالث عشر، وصل الإمام علي الحق، الوليّ المحارب الصوفي الأكثر احترامًا في سيال كوت، من الجزيرة العربية، وبدأ عمله في نشر الدعوة الإسلامية في المنطقة والذي أدى إلى تحول أعداد كبيرة من الهندوس إلى الإسلام، وبالتالي تحويل سيال كوت إلى مدينة ذات غالبية مسلمة. توفي الوليّ في وقت لاحق في معركة، ويوقّر كشهيد.
سقطت سيال كوت في يد شيخا خوخار حوالي عام 1414. استمر عدد سكان سيال كوت في النمو في القرن الرابع عشر الميلادي تحت حكم السلطان بهلول اللودهي، الذي منح الوصاية على المدينة لراجا بيرام ديف من جامو، بعد أن ساعد لودهي في هزيمة الخوخار. تمت السيطرة على سيال كوت خلال فترة لودهي من قِبل مالك تازي بهات من كشمير، والذي هاجم سيال كوت بعد أن غادر حاكم البنجاب، تتار خان، المدينة دون حماية خلال إحدى حملاته العسكرية.
تمت السيطرة على سيال كوت من قبل جيوش البابر في عام 1520، عندما تقدم القائد المغولي عثمان غاني رازا نحو دلهي خلال الفتح الأولي لظهير الدين بابر. سجل بابر معركة مع غزاة كوجار، الذين هاجموا سيال كوت، وزُعم أنهم أساءوا معاملة سكانها. في 1525-1526، قام علم خان، عم السلطان إبراهيم لودهي، بعمل غزو من أفغانستان، وتمكن من الاستيلاء على سيال كوت بمساعدة القوات المغولية.

### العصر الحديث المبكر

#### المغول

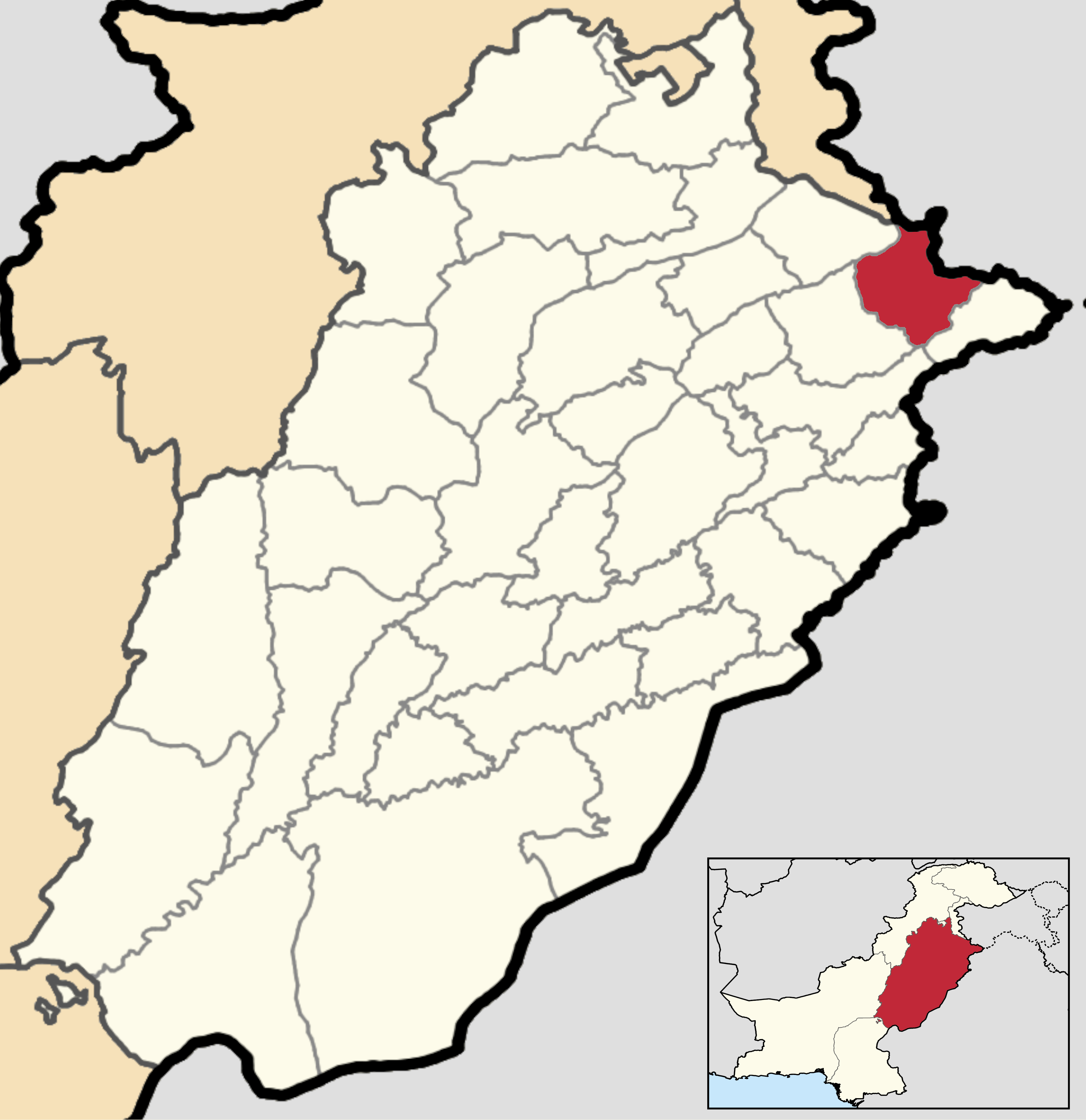
مقاطعة سيال كوت، في باكستان

خلال حقبة المغول المبكرة، أصبحت سيال كوت «مقاطعة» في لاهور. وفقًا للتقاليد السيخية، زار الغورو ناناك، مؤسس السيخية، المدينة، في وقت ما في أوائل القرن السادس عشر. ويقال إنه التقى حمزة غاوس، وهو صوفي بارز في سيال كوت، في موقع بالمدينة الآن أصبح يُسمى جوردوارا بيري صاحب.
خلال حقبة أكبر، تم وضع إقليم بارغانا في سيال كوت تحت وصاية جاكير على راجا مان سينغ، الذي كان من شأنه إصلاح حصن المدينة، وسعى إلى زيادة عدد سكانها وتطوير اقتصادها. في عام 1580، لجأ يوسف شاه تشاك من كشمير إلى المدينة أثناء نفيه من وادي كشمير. هاجر صانعو الورق من كشمير إلى المدينة خلال فترة أكبر، واشتهرت سيال كوت فيما بعد بأنها مصدر ورق المغول الحريري الثمين - المعروف ببياضه وقوته. كما قام عمال المعادن في المدينة بتزويد التاج المغولي بالكثير من أسلحته.
في عهد جهانكير، تم تسليم المنصب إلى صفدار خان، الذي أعاد بناء حصن المدينة، وأشرف على زيادة ازدهار سيال كوت. تم بناء العديد من البيوت الجميلة والحدائق في المدينة خلال فترة جهانكير. خلال فترة شاه جهان، تم وضع المدينة تحت حكم علي مردان خان.
عين أورنكزيب، آخر أكبر إمبراطور مغولي، جانجا دار فوجدارًا للمدينة حتى عام 1654. ثم تم تعيين رحمت خان مسؤولاً عن المدينة، وقام ببناء مسجد في المدينة. في عهد أورنكزيب، أصبحت سيال كوت تُعرف بأنها مركز كبير للفكر الإسلامي وعلومه، وجذبت العلماء بسبب انتشار الورق في المدينة.

#### ما بعد المغول
بعد انهيار إمبراطورية المغول بعد وفاة الإمبراطور أورنكزيب عام 1707، تُركت سيال كوت والمناطق المحيطة بها دون حماية وأجبرت على الدفاع عن نفسها. في عام 1739، استولى نادر شاه من بلاد فارس على المدينة أثناء غزوه لإمبراطورية المغول. تم وضع المدينة تحت حكم زكريا خان، نائب الملك المغولي في لاهور، الذي وعد في مقابل حكمه للمدينة أن يُشيّد بالتاج الفارسي.
في أعقاب الغزو الفارسي، سقطت سيال كوت تحت سيطرة عائلات الباشتو القوية من ملتان وأفغانستان - كاكازي وشيراني. تسلل رانجيت ديو من جامو إلى سيال كوت، والذي كان قد تعهد بالولاء الاسمي للتاج المغولي في دلهي. لم يأخذ رانجيت ديو مدينة سيال كوت من عائلات الباشتو التي كانت تسيطر على المدينة، لكنه حوّل ولاءه إلى الحاكم البشتوني أحمد شاه الدراني في عام 1748، مما أنهى النفوذ المغولي في سيال كوت. تم دمج المدينة وثلاث مناطق مجاورة في الإمبراطورية الدرانية.

#### السيخ
توغل زعماء السيخ في ولاية بهانكي ميسل على سيال كوت، وسيطروا بالكامل على منطقة سيال كوت بحلول عام 1786، تم تقسيم سيال كوت إلى أربعة أرباع، تحت سيطرة سردار جيوان سينغ، ناتا سينغ، صاحب سينغ، وموهار سينغ، الذي دعا سكان المدينة المشتتين للعودة إلى المدينة.
انخرط حكام بهانكي في نزاعات مع دولة سوكيرشاكيا ميسل المجاورة بحلول عام 1791، وفقدوا السيطرة على المدينة في النهاية. استولت إمبراطورية السيخ بقيادة رانجيت سينغ على سيال كوت من سردار جيوان سينغ في عام 1808. ثم احتلت قوات السيخ سيال كوت حتى وصول البريطانيين عام 1849.

### العصر الحديث

#### البريطانيون
تم الاستيلاء على سيال كوت، إلى جانب البنجاب ككل، من قبل البريطانيين بعد انتصارهم على السيخ في معركة كوجرات في فبراير 1849. خلال الحقبة البريطانية، كان المسئول يُسمى «المقيم» وكان من المفترض، من الناحية النظرية، أن ينصح مهراجا كشمير أن يُقيم في سيال كوت خلال فصل الشتاء.

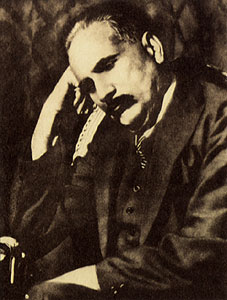
وُلد محمد إقبال الذي أوحى بفكرة الحركة الباكستانية في سيال كوت عام 1857

أثناء تمرد السيبوي عام 1857، تمردت فرقتان بنغاليتان كانتا مترمكزتان في سيال كوت ضد شركة الهند الشرقية، بينما حمل خدمهم من السكان الأصليين السلاح أيضًا ضد البريطانيين. في عام 1877، وُلد شاعر سيال كوت محمد إقبال، الذي يُنسب إليه الفضل في إلهام الحركة الباكستانية، لعائلة كشميرية تحولت إلى الإسلام من الهندوسية في أوائل القرن الرابع عشر. أول عمل فني يستخدم آلة مزمار القربة في الهند البريطانية كان في سيال كوت، ويوجد اليوم 20 فرقة موسيقية لمزمار القربة في المدينة.
بدأ ازدهار سيال كوت في العصر الحديث خلال الحقبة الاستعمارية. كانت المدينة معروفة بصناعة الورق والحديد قبل عصر الاستعمار، وأصبحت مركزًا للأعمال المعدنية في تسعينيات القرن التاسع عشر. تم تصنيع الأدوات الجراحية في سيال كوت لاستخدامها في جميع أنحاء الهند البريطانية بحلول عشرينيات القرن الماضي. أصبحت المدينة أيضًا مركزًا لتصنيع الأدوات الرياضية للقوات البريطانية المتمركزة في منطقة الإقليم الشمالي الغربي الحدودي نظرًا لتوافر موارد أخشاب قريبة.

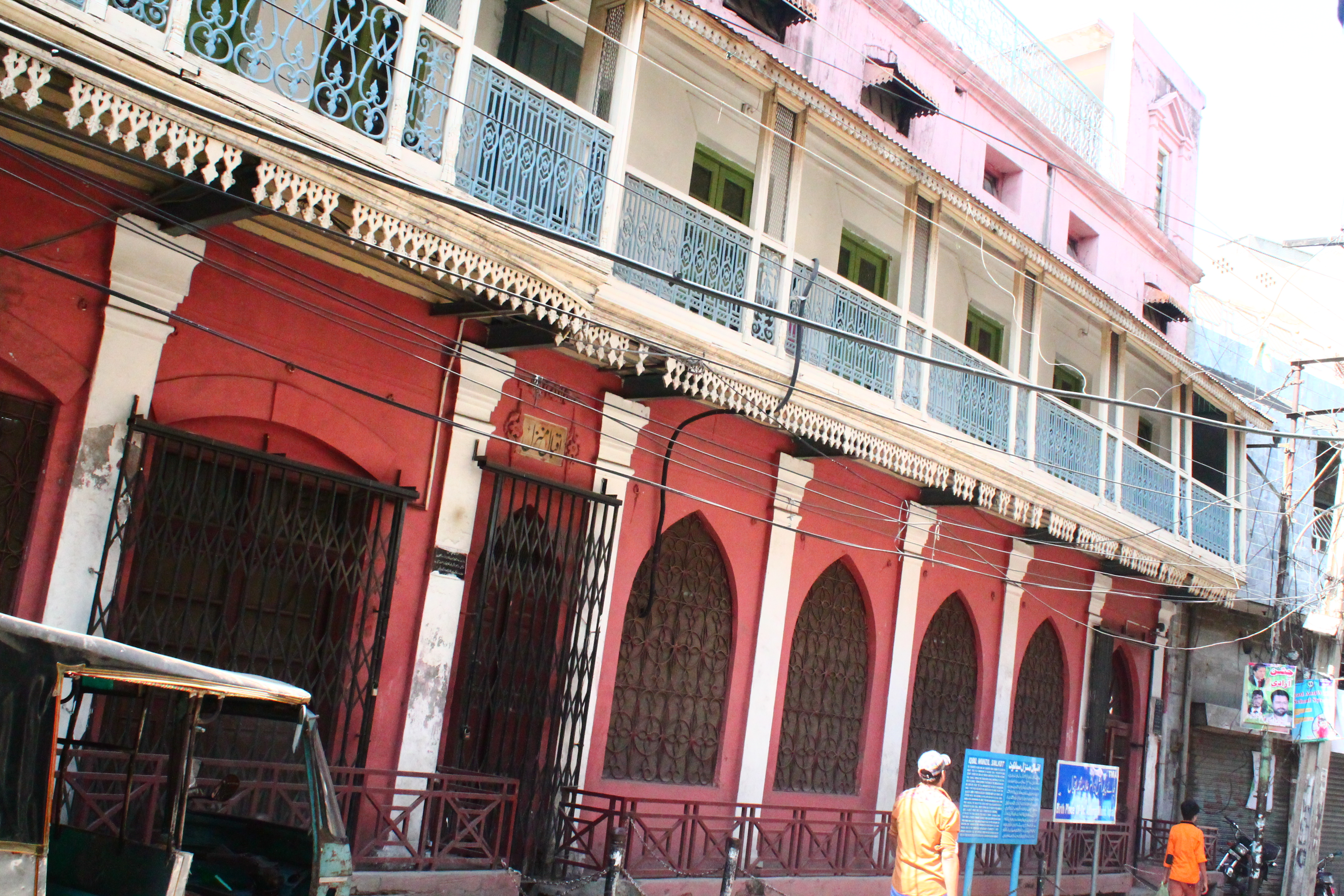
منزل محمد إقبال

نتيجة لازدهار المدينة، جاءت أعداد كبيرة من المهاجرين من كشمير إلى المدينة بحثًا عن عمل. في نهاية الحرب العالمية الثانية، كانت المدينة تعتبر ثاني أكثر المدن تصنيعًا في البنجاب، بعد أمريتسار. تم تمويل الكثير من البنية التحتية للمدينة من خلال الضرائب المحلية، وكانت المدينة واحدة من القلائل في الهند البريطانية التي لديها شركة مرافق كهربائية خاصة بها.

#### التقسيم
أول أعمال شغب طائفية بين الهندوس والسيخ من جهة والمسلمين من جهة أخرى وقعت في 24 يونيو 1946، بعد يوم من القرار الذي دعا إلى إنشاء باكستان كدولة منفصلة. ظلت سيال كوت هادئة لعدة أشهر بينما اندلعت أعمال شغب طائفية في لاهور وأمريتسار ولوديانا وروالبندي. دعم السكان الذين أغلبهم من المسلمين الرابطة الإسلامية والحركة الباكستانية.
بينما تدفق اللاجئون المسلمون على المدينة هربًا من أعمال الشغب في الأماكن الأخرى، بدأت مجتمعات سيال كوت الهندوسية والسيخية في الفرار في الاتجاه المعاكس نحو الهند. تجمعوا في البداية في حقول خارج المدينة، حيث كان بعض مسلمي سيال كوت يودعون أصدقائهم المغادرين. لم يتمكن اللاجئون الهندوس والسيخ من الخروج من باكستان باتجاه جامو بسبب النزاع في كشمير، وكانوا بدلاً من ذلك مطالبين بالعبور عن طريق لاهور.

#### بعد الاستقلال
بعد الاستقلال في عام 1947، هاجرت الأقليات الهندوسية والسيخية إلى الهند، بينما استقر اللاجئون المسلمون من الهند في سيال كوت. عانت المدينة من خسائر كبيرة نتيجة أعمال الشغب الطائفية التي اندلعت بسبب التقسيم. تم تدمير 80٪ من صناعة سيال كوت أو التخلي عنها، وانخفض رأس المال العامل بما يقدر بـ 90٪. تعرضت المدينة لمزيد من الضغط مع وصول 200,000 مهاجر إلى المدينة، معظمهم من جامو.
بعد توقف الصناعة في المدينة، أعطت حكومة باكستان الغربية الأولوية لإعادة إنشاء القاعدة الصناعية المحطمة في البنجاب. قادت حكومة المقاطعة مشاريع البنية التحتية في المنطقة، وخصصت الممتلكات المهجورة لللاجئين الوافدين حديثًا. كما نهض رواد أعمال محليون لملء الفراغ الناجم عن رحيل رجال الأعمال الهندوس والسيخ. بحلول الستينيات من القرن الماضي، قامت حكومة المقاطعة بإنشاء طرقًا جديدة في المنطقة، وربطتها بالطرق الرئيسية لربط المنطقة بالميناء البحري في كراتشي.
خلال الحرب الهندية الباكستانية عام 1965، عندما وصلت القوات الباكستانية إلى كشمير، شن الجيش الهندي هجومًا مضادًا في قطاع سيال كوت. نجح الجيش الباكستاني في الدفاع عن المدينة وخرج سكان سيال كوت بكامل قوتهم لدعم القوات. في عام 1966، منحت حكومة باكستان علمًا خاصًا إلى سيال كوت به هلال الاستقلال (وهو منحة شرفية للمدنيين في باكستان)، جنبًا إلى جنب مع لاهور وسرغودها اعترافاً بمجهوداتهم في إظهار مقاومة شديدة أمام العدو في الحرب الهندية الباكستانية عام 1965، حيث كانت هذه المدن هدفًا لتقدم العدو. في كل عام في يوم الدفاع، يتم رفع هذا العلم في هذه المدن كرمز للاعتراف بإرادة وشجاعة ومثابرة سكان هذه المدن. كانت المعارك المدرعة في قطاع سيال كوت، مثل معركة شاويندا، هي الأشد كثافة منذ الحرب العالمية الثانية.

## الجغرافيا

### المناخ
سيال كوت تتميز بمناخ شبه استوائي رطب (Cwa) طبقاً لتصنيف كوبن للمناخ، به أربعة فصول. يظل موسم ما بعد الرياح الموسمية، من منتصف سبتمبر إلى منتصف نوفمبر، حارًا خلال النهار، لكن الليالي تكون أكثر برودة مع انخفاض الرطوبة. في الشتاء، من منتصف نوفمبر إلى مارس، تكون الأيام معتدلة إلى دافئة، مع هطول أمطار غزيرة في بعض الأحيان. قد تنخفض درجات الحرارة في الشتاء إلى 0 درجة مئوية أو 32 درجة فهرنهايت، ولكن نادراً ما تكون درجات الحرارة القصوى أقل من 15 درجة مئوية أو 59 درجة فهرنهايت.
يظهر الجدول التالي التغييرات المناخية على مدار السنة لسيال كوت:

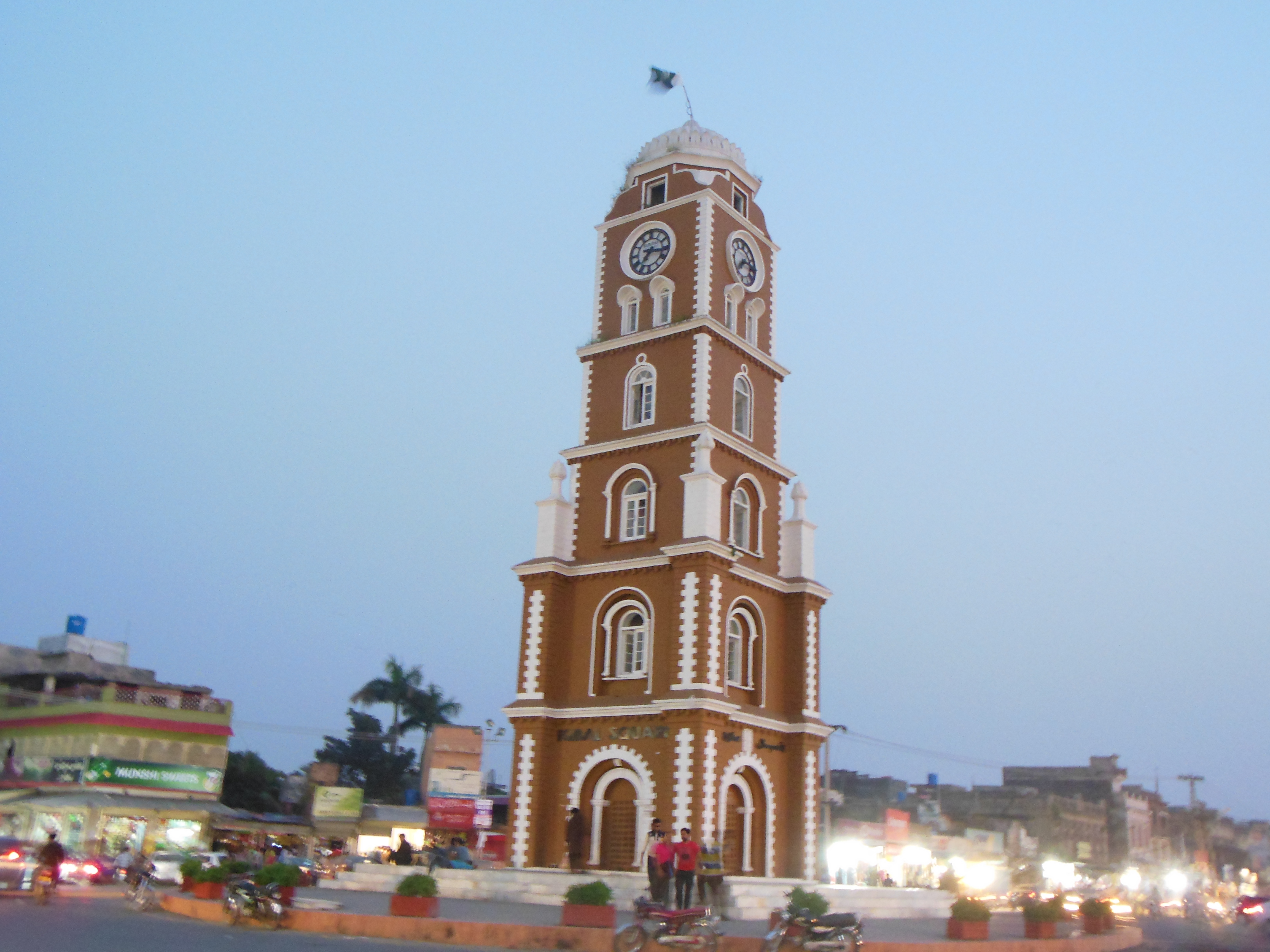
برج الساعة في مدينة سيال كوت

| البيانات المناخية لـسيالكوت       | البيانات المناخية لـسيالكوت | البيانات المناخية لـسيالكوت | البيانات المناخية لـسيالكوت | البيانات المناخية لـسيالكوت | البيانات المناخية لـسيالكوت | البيانات المناخية لـسيالكوت | البيانات المناخية لـسيالكوت | البيانات المناخية لـسيالكوت | البيانات المناخية لـسيالكوت | البيانات المناخية لـسيالكوت | البيانات المناخية لـسيالكوت | البيانات المناخية لـسيالكوت | البيانات المناخية لـسيالكوت |
| الشهر                             | يناير                       | فبراير                      | مارس                        | أبريل                       | مايو                        | يونيو                       | يوليو                       | أغسطس                       | سبتمبر                      | أكتوبر                      | نوفمبر                      | ديسمبر                      | المعدل السنوي               |
| --------------------------------- | --------------------------- | --------------------------- | --------------------------- | --------------------------- | --------------------------- | --------------------------- | --------------------------- | --------------------------- | --------------------------- | --------------------------- | --------------------------- | --------------------------- | --------------------------- |
| الدرجة القصوى °م (°ف)             | 26.1 (79.0)                 | 30.0 (86.0)                 | 35.0 (95.0)                 | 42.2 (108.0)                | 47.3 (117.1)                | 48.9 (120.0)                | 44.4 (111.9)                | 41.1 (106.0)                | 39.0 (102.2)                | 37.2 (99.0)                 | 33.3 (91.9)                 | 27.2 (81.0)                 | 48.9 (120.0)                |
| متوسط درجة الحرارة الكبرى °م (°ف) | 18.5 (65.3)                 | 21.0 (69.8)                 | 25.7 (78.3)                 | 32.8 (91.0)                 | 38.0 (100.4)                | 39.9 (103.8)                | 34.9 (94.8)                 | 33.6 (92.5)                 | 33.6 (92.5)                 | 31.7 (89.1)                 | 26.1 (79.0)                 | 20.1 (68.2)                 | 29.7 (85.5)                 |
| المتوسط اليومي °م (°ف)            | 11.6 (52.9)                 | 13.8 (56.8)                 | 18.6 (65.5)                 | 25.0 (77.0)                 | 30.0 (86.0)                 | 32.2 (90.0)                 | 29.8 (85.6)                 | 29.0 (84.2)                 | 27.9 (82.2)                 | 23.7 (74.7)                 | 17.8 (64.0)                 | 12.8 (55.0)                 | 22.6 (72.7)                 |
| متوسط درجة الحرارة الصغرى °م (°ف) | 5.0 (41.0)                  | 7.1 (44.8)                  | 11.8 (53.2)                 | 17.3 (63.1)                 | 22.0 (71.6)                 | 25.1 (77.2)                 | 25.1 (77.2)                 | 24.8 (76.6)                 | 22.3 (72.1)                 | 16.0 (60.8)                 | 9.6 (49.3)                  | 5.6 (42.1)                  | 16.0 (60.8)                 |
| أدنى درجة حرارة °م (°ف)           | −1.1 (30.0)                 | −1.0 (30.2)                 | 3.0 (37.4)                  | 9.0 (48.2)                  | 13.4 (56.1)                 | 18.0 (64.4)                 | 19.5 (67.1)                 | 18.7 (65.7)                 | 13.3 (55.9)                 | 8.5 (47.3)                  | 3.0 (37.4)                  | −0.6 (30.9)                 | −1.1 (30.0)                 |
| معدل هطول الأمطار مم (إنش)        | 41.1 (1.62)                 | 43.8 (1.72)                 | 53.7 (2.11)                 | 30.1 (1.19)                 | 28.0 (1.10)                 | 65.6 (2.58)                 | 288.4 (11.35)               | 259.1 (10.20)               | 94.1 (3.70)                 | 14.5 (0.57)                 | 9.1 (0.36)                  | 30.4 (1.20)                 | 957.9 (37.7)                |
| المصدر: NOAA (1971–1990)          |                             |                             |                             |                             |                             |                             |                             |                             |                             |                             |                             |                             |                             |

#### منظر المدينة
يتكون قلب سيال كوت من المدينة القديمة المكتظة بالسكان، في حين تقع شمال شرق المدينة منطقة معسكر شاسعة، والتي تعود إلى الحقبة الاستعمارية في سيال كوت، وتتميز بشوارع واسعة ومروج كبيرة. تطورت صناعات المدينة في نمط قريب من تطور المدينة نفسها، وهي صناعات مخصصة بالكامل تقريبًا للتصدير. لا تتركز شركات المنتجات الرياضية في منطقة معينة من المدينة، ولكنها بدلاً من ذلك منتشرة في جميع أنحاء سيال كوت. على الرغم من الازدهار العام للمدينة، فشلت الحكومة المحلية في تلبية احتياجات البنية التحتية الأساسية في سيال كوت.

## الاقتصاد
سيال كوت هي مدينة ثرية بالنسبة لبقية باكستان وجنوب آسيا، حيث يقدر دخل الفرد في عام 2014 بنحو 2800 دولار. اعتبرت المدينة واحدة من أكبر المدن الصناعية في الهند البريطانية، على الرغم من أن اقتصادها قد تعرض لاحقًا للدمار إلى حد كبير بسبب العنف وهروب رأس المال بعد التقسيم. انتعش اقتصاد المدينة مرة أخرى، وتُشكل سيال كوت الآن جزءًا من المنطقة المتطورة صناعياً نسبياً في شمال البنجاب والتي يشار إليها أحيانًا باسم المثلث الذهبي.
أشارت مجلة الإيكونوميست البريطانية إلى سيال كوت على أنها «مركز تصنيع على مستوى عالمي» مع صناعات تصدير قوية. اعتبارًا من عام 2015، صدرت سيال كوت ما قيمته ملياري دولار أمريكي من السلع وهو ما يعادل 9 ٪ من إجمالي صادرات باكستان (22 مليار دولار أمريكي). يعمل 250,000 مواطن في قطاع الصناعة في سيال كوت، مع كون معظم الشركات في المدينة صغيرة وممولة من مدخرات الأسرة. كانت غرفة التجارة في سيال كوت تضم أكثر من 6500 عضو في عام 2010، وأكثرهم يعملون في مجال الجلود والسلع الرياضية وصناعة الأدوات الجراحية. يوفر ميناء سيال كوت الجاف للمنتجين المحليين وصولاً سريعًا إلى الجمارك الباكستانية، بالإضافة إلى الخدمات اللوجستية والنقل.
على الرغم من عزلها عن معقلها الاقتصادي التاريخي في كشمير، تمكنت سيال كوت من وضع نفسها كواحدة من أكثر مدن باكستان ازدهارًا، حيث قامت بتصدير ما يصل إلى 10٪ من إجمالي الصادرات الباكستانية. حققت شركات السلع الرياضية الخاصة بها نجاحًا خاصًا، وأنتجت عناصر لماركات عالمية مثل نايك وأديداس وريبوك وبوما. تم صنع الكرات الخاصة بكأس العالم لكرة القدم عام 2014 في سيال كوت.
انضم مجتمع رجال الأعمال في سيال كوت إلى الحكومة المحلية في صيانة البنية التحتية للمدينة، حيث أن الحكومة المحلية لديها قدرة محدودة على تمويل هذه الصيانة. لعب مجتمع رجال الأعمال دورًا أساسيًا في إنشاء ميناء سيال كوت الجاف في عام 1985، وساعد أيضًا في إعادة تمهيد طرق المدينة. قام مجتمع رجال الأعمال في سيال كوت أيضًا بتمويل مطار سيال كوت الدولي - الذي تم افتتاحه في عام 2011 كأول مطار عام مملوك للقطاع الخاص في باكستان، والذي يقدم الآن رحلات مباشرة من سيال كوت إلى البحرين وعمان وقطر والمملكة العربية السعودية والإمارات العربية المتحدة.

### الصناعة
سيال كوت هي أكبر منتِج في العالم لكرات القدم المخيطة يدويًا، حيث تقوم المصانع المحلية بتصنيع 40-60 مليون كرة قدم سنويًا، وهو ما يمثل حوالي 60 ٪ من الإنتاج العالمي. تم صنع كرات القدم في كأس العالم لكرة القدم عام 2014 بواسطة شركة فوروارد سبورتس (Forward Sports)، وهي شركة مقرها في سيال كوت. أتاح تجمّع إنتاج السلع الرياضية للشركات في سيال كوت أن تصبح عالية التخصص، وأن تستفيد من العمل المشترك والاقتصادات الخارجية. هناك حظر على عمالة الأطفال مُطبق جيداً في الصناعة منذ احتجاج عام 1997، وتمول الصناعة المحلية الآن جمعية «المراقبة المستقلة لعمالة الأطفال» والتي تُشرِف على المصانع.
سيال كوت هي أيضًا أكبر مركز في العالم لتصنيع الأدوات الجراحية. تمت الإشارة إلى سيال كوت لأول مرة كمركز للأعمال المعدنية في تسعينيات القرن التاسع عشر، وجاء ارتباط المدينة بالأدوات الجراحية من الحاجة إلى إصلاح وتصنيع الأدوات الجراحية للمستشفيات القريبة. بحلول العشرينات من القرن الماضي، تم تصنيع الأدوات الجراحية للاستخدام في جميع أنحاء الهند البريطانية، مع زيادة الطلب بسبب الحرب العالمية الثانية.
تستفيد صناعة الأدوات الجراحية في المدينة من تأثير التجمّع الصناعي، حيث تظل الشركات المصنعة الكبرى على اتصال وثيق مع الصناعات الأصغر والمتخصصة التي يمكنها أداء الأعمال التعاقدية بكفاءة. تتكون الصناعة من بضع مئات من الشركات الصغيرة والمتوسطة الحجم، يدعمها الآلاف من المقاولين من الباطن والموردين آخرين الذين يقدمون خدمات إضافية أخرى. يتجه الجزء الأكبر من الصادرات إلى الولايات المتحدة والاتحاد الأوروبي.
أصبحت سيال كوت أولاً مركزًا لتصنيع السلع الرياضية خلال الحقبة الاستعمارية. تم افتتاح الشركات في البداية للترفيه عن القوات البريطانية المتمركزة على طول الحدود الشمالية الغربية. عملت موارد الأخشاب القريبة في البداية على جذب الصناعة إلى سيال كوت. كان الحرفيون المسلمون في المدينة يصنعون السلع بشكل عام، بينما كان تجار السيخ والهندوس يتعاملون مثل الوسطاء لجلب البضائع إلى السوق. تنتج سيال كوت الآن مجموعة واسعة من السلع الرياضية، بما في ذلك كرات القدم وعصي الهوكي ومعدات الكريكيت والقفازات التي تُستخدم في الألعاب الدولية مثل في الألعاب الأولمبية وكأس العالم.
تشتهر سيال كوت أيضًا بمنتجاتها الجلدية. يتم الحصول على جلود لكرات القدم من المزارع القريبة، بينما يصنع عمال الجلود في سيال كوت بعضًا من أغلى سراويل الليدرهوزه لألمانيا.

### شراكة القطاع العام والقطاع الخاص
تتمتع سيال كوت بعلاقة مثمرة بين الإدارة المدنية ورجال الأعمال في المدينة، والتي تعود إلى الحقبة الاستعمارية. تم دفع تكاليف البنية التحتية لسيال كوت من الضرائب المحلية على الصناعة، وكانت المدينة واحدة من القلائل في الهند البريطانية التي لديها شركة مرافق كهربائية خاصة بها.

## النقل

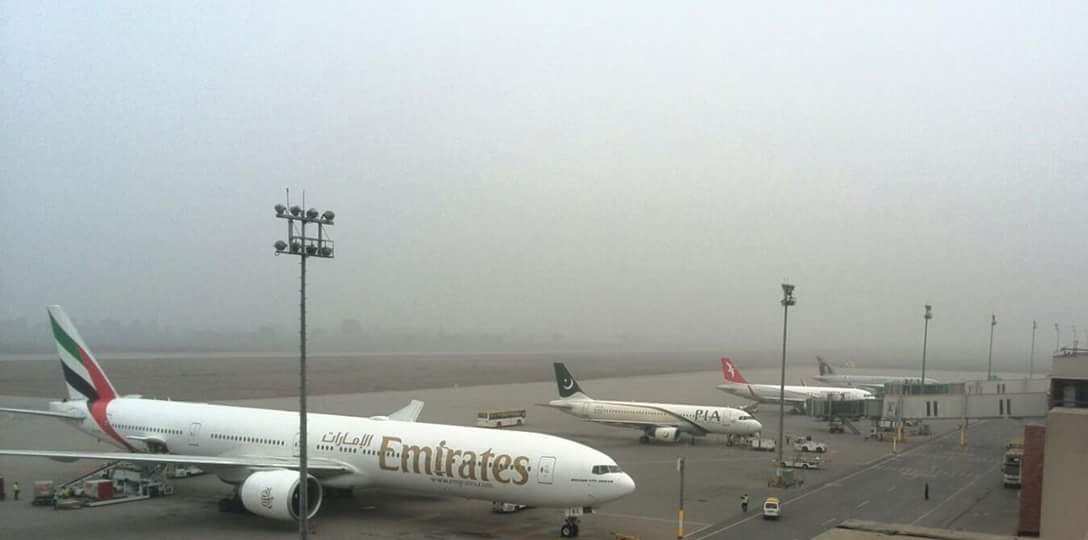
مطار سيال كوت الدولي

### الطريق السريعة
هناك طريق مزدوج يربط سيال كوت بمدينة وزير آباد القريبة، ويتصل بالطرق الأخرى في داخل باكستان عبر الطريق السريع الوطني N-5، بينما يربط طريق مزدوج آخر سيال كوت بداسكه، ومن ثم إلى جوجرانوالا ولاهور. ترتبط سيال كوت ولاهور أيضًا عبر الطريق السريع M11.

### السكة الحديدية
محطة سكة حديد سيال كوت هي محطة السكك الحديدية الرئيسية في المدينة ويخدمها خط وير آباد-ناروال الفرعي للسكك الحديدية الباكستانية.

### النقل الجوي
يقع مطار سيال كوت الدولي على مسافة 8.7 شرق المدينة بالقرب من سامبريال. تأسس في عام 2007 من خلال إنفاق 4 مليارات روبية من قبل مجتمع رجال الأعمال في سيال كوت. هذا هو المطار العام الوحيد المملوك للقطاع الخاص في باكستان ويقدم رحلات داخل باكستان وأيضاً رحلات مباشرة إلى البحرين وعمان والمملكة العربية السعودية وقطر والإمارات العربية المتحدة وفرنسا والمملكة المتحدة وإسبانيا.

## أعلام
- محمد إقبال، شاعر وفيلسفوف وسياسي
- فيض أحمد فيض، شاعر ومؤلف
- محمد ظفر الله خان، سياسي
- عبد الحكيم السيال كوتي، فقيه
- شعيب مالك، لاعب كريكيت
- راجيندرا كومار، ممثل هندي

## توأمة
لسيال كوت اتفاقيات توأمة مع:
- قيصرية، في تركيا
- بوليغ بروك، في ولاية إلينوي، الولايات المتحدة